# John Bancker Aycrigg
John Bancker Aycrigg (* 9. Juli 1798 in New York City; † 8. November 1856 in Passaic, New Jersey) war ein US-amerikanischer Politiker. Zwischen 1837 und 1843 vertrat er zwei Mal den Bundesstaat New Jersey im US-Repräsentantenhaus.

## Werdegang
Nach seiner Schulzeit studierte John Aycrigg bis 1818 an der späteren Columbia University in New York Medizin. Nach seiner Zulassung als Arzt begann er dort zunächst in diesem Beruf zu praktizieren. Später verlegte er seinen Wohnsitz und seine Praxis nach Paramus in New Jersey. Politisch wurde er Mitglied der Mitte der 1830er Jahre gegründeten Whig Party.
Bei den Kongresswahlen des Jahres 1836 wurde er für den zweiten Sitz von New Jersey in das US-Repräsentantenhaus in Washington, D.C. gewählt, wo er am 4. März 1837 die Nachfolge von Samuel Fowler antrat. Bis zum 3. März 1839 konnte er zunächst eine Legislaturperiode im Kongress absolvieren. Dann wurde der Demokrat William Raworth Cooper zu seinem Nachfolger gewählt. Im Jahr 1840 schaffte John Aycrigg den Wiedereinzug in den Kongress, wo er am 4. März 1841 Cooper wieder ablöste und bis zum 3. März 1843 eine weitere Amtszeit absolvierte. Diese Zeit war von den Spannungen zwischen Präsident John Tyler und den Whigs geprägt. Außerdem wurde damals bereits über eine mögliche Annexion der seit 1836 von Mexiko unabhängigen Republik Texas diskutiert.
Im Jahr 1842 verzichtete John Aycrigg auf eine weitere Kongresskandidatur. Nach dem Ende seiner Zeit im US-Repräsentantenhaus arbeitete er wieder als Arzt. Er starb am 8. November 1856 in Passaic, wohin er zwischenzeitlich gezogen war.